# Биологический прогресс
Биологический прогресс - преобладание рождаемости в популяциях над смертностью в них (высокий потенциал выживания). Характеризуется ростом численности особей, расширением площади проживания, повышением внутривидовой  изменчивости. Результат успеха вида в борьбе за существование. 
Процесс эволюции идет непрерывно в направлении максимального приспособления живых организмов к условиям окружающей среды (т.е. происходит рост приспособленности потомков по сравнению с предками). Такой рост приспособленности организмов к окружающей среде А. Н. Северцов назвал биологическим прогрессом. Постоянный рост приспособленности организмов обеспечивает увеличение численности, более широкое распространение данного вида (или группы видов) в пространстве и разделение на подчиненные группы.
Критериями биологического прогресса являются:
- Увеличение численности особей;
- Расширение ареала;
- Прогрессивная дифференциация - увеличение числа систематических групп, составляющих данный таксон.

Эволюционный смысл выделенных критериев заключается в следующем. Возникновение новых приспособлений снижает элиминацию особей, в результате средний уровень численности вида растет. Стойкое повышение численности потомков по сравнению с предками приводит к увеличению плотности населения, что, в свою очередь, через обострение внутривидовой конкуренции вызывает расширение ареала; этому же способствует и рост приспособленности. Расширение ареала приводит к тому, что вид при расселении сталкивается с новыми факторами среды, к которым необходимо приспосабливаться. Так происходит дифференциация вида, усиливается дивергенция, что ведет к увеличению дочерних таксонов. Таким образом, биологический прогресс - это самый общий путь биологической  эволюции.